# مفاعل مبرد بمعدن سائل

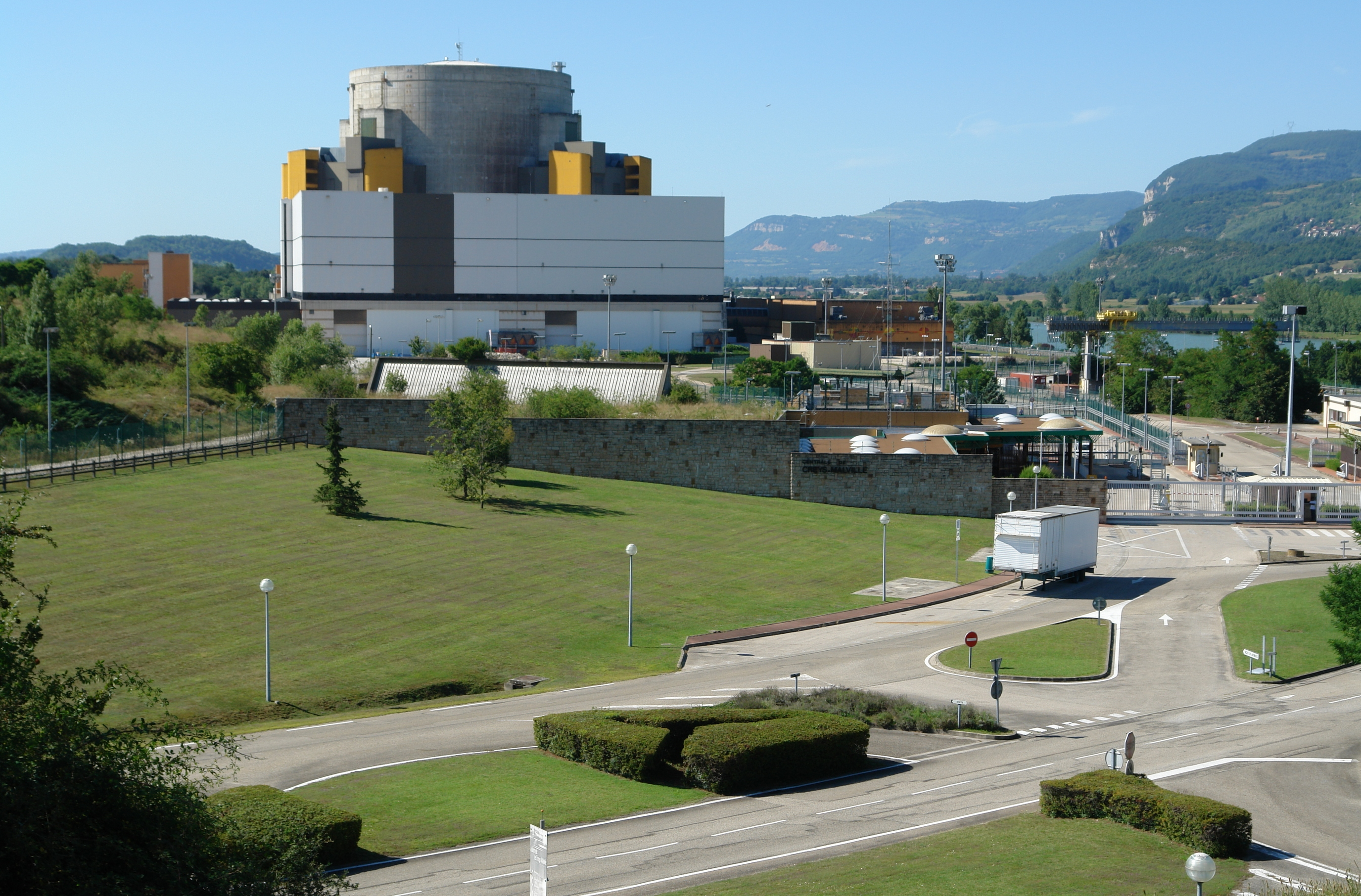

مفاعل مبرد بمعدن سائل (بالإنجليزية: Liquid metal cooled reactor)‏ هو نوعٌ متقدم من المفاعلات النووية، حيثُ تكون المادة المبردة هي معدن سائل. استُحدثت هذه المفاعلات لأول مرة للاستخدام في الغواصات النووية، ولكن تمت دراستها على نطاقٍ واسع لتطبيقات توليد الطاقة.